# Alès Adamovitch
Alès Mikhaïlavitch Adamovitch
Pour les articles homonymes, voir Adamovitch.
Alexandre Mikhaïlovitch Adamovitch (en russe : Александр Михайлович Адамович) dit Alès Adamovitch, né le 3 septembre 1927 à Gloucha, dans la voblast de Minsk, mort le 26 janvier 1994, est un écrivain soviétique et biélorusse russophone.

## Biographie
À 15 ans il rejoint les partisans dans la forêt avec sa mère. Après la guerre, diplômé de l'Université d'État de Biélorussie (1950, maîtrise en 1953) il devient écrivain et membre de l'Union des écrivains soviétiques (1957). Dans son premier ouvrage, Je suis d'un village en feu, il recueille les témoignages des habitants qui vivaient dans les villages incendiés par les nazis en représailles contre les actions des partisans durant la Grande Guerre patriotique. En 1964, il obtient le diplôme des Cours supérieurs de formation des scénaristes et réalisateurs et écrit ou coécrit le scénario de plusieurs films. Sa méthode de travail a été adoptée par Svetlana Aleksievitch, prix Nobel de littérature en 2015.
Il eut son heure de gloire pendant la période soviétique. En 1985 il s'est installé à Moscou profitant du renouveau dû à la Perestroïka.

## Œuvres
- Je suis d'un village en feu
- Livre du siège de Léningrad Blokadnaïa kniga (en collaboration avec Daniil Granine)
- Requiem pour un massacre ou Va et regarde. Adamovitch est co-scénariste de ce film avec Elem Klimov en 1984.

## Distinctions
- Ordre de l'Insigne d'honneur : 1977
- Ordre de la Guerre patriotique : 1985
- Ordre du Drapeau rouge du Travail : 1987